# 마요이가 (애니메이션)
《마요이가》(迷家-マヨイガ- 마요이가[*])는 디오미디어에서 제작한 일본의 TV 애니메이션 작품이다. 2016년 4월부터 6월까지 MBS, TBS, CBC, BS-TBS 애니메이즘 B1 시간대 및 WOWOW 프라임에서 방송되었다.

## 개요
애니메이션 제작 회사 ]]디오미디어]]와 포니캐년의 공동 기획 오리지널 애니메이션 작품이다. 오래 전부터 폐쇄되어 있던 취락을 배경으로 하여 그곳을 찾아온 젊은이들의 군상극과 그 마을의 수수께끼를 밝혀나가는 미스터리를 그렸다.
감독 겸 음향 감독은 《걸즈 & 판처》의 미즈시마 츠토무, 시리즈 구성은 《그날 본 꽃의 이름을 우리는 아직 모른다》의 오카다 마리, 캐릭터 디자인은 《함대 컬렉션》의 이데 나오미, 음악은 《기동전사 건담 철혈의 오펀스》의 요코야마 마사루가 각각 담당했다.
WOWOW 프라임에서는 2016년 4월부터 새로 만들어진 애니메이션 시간대 《애니 프리미엄》의 첫 작품으로서 《애니메이즘》보다 일주일 먼저 방송했다. 그리고 WOWOW에서 신작 애니가 방송되는 것은 《오즈마》 이후로 4년만이다.

## 등장인물
미츠무네(光宗 미쓰무네[*])
목소리 - 사카이 코다이
도시 전설을 좋아하는 소년. 16살. 부모에게 스마트폰 메신저로 감시당할 정도로 과보호받는다.
마사키(真咲 마사키[*])
목소리 - 아이사카 유카
여고생. 17살. 즉석 운세라고 하는 자기만의 징크스를 가지고 있다.
하야토(颯人 하야토[*])
목소리 - 야시로 타쿠
남자 고등학생. 16살. 필명은 〈스피드 스타〉. 미츠무네의 친구.
코하룽(はるん 고하룬[*])
목소리 - 사쿠라 카오루
민속학을 전공하는 여자 대학원생 26살. 나나키무라에 대한 정보 제공자.
발카나(ヴァルカナ 우아루카나[*])
목소리 - 스즈키 타츠히사
남자 프로그래머. 25살. 타인에게 공격적이고 입이 험하다.
리온(リオン 리온[*])
목소리 - 이가라시 히로미
후드를 뒤집어 쓴 소녀. 14살.
마이마이(マイマイ 마이마이[*])
목소리 - 시미즈 아야카
여고생. 17살.
러브퐁(らぶぽん 라부폰[*])
목소리 - 카쿠마 아이
여중생. 15살.
잭(ジャック 잣쿠[*])
목소리 - 미요시 코스케
어두운 소년. 16살.
미카게 유라(美影ユラ 미카게 유라[*])
목소리 - 하세가와 요시아키
엘리트 상사맨 남성. 24살.
난코(ナンコ 난코[*])
목소리 - 타다 코노미
조금 통통한 소녀. 17살. 필명은 〈명탐정 난코〉.
다하라(ダーハラ 다하라[*])
목소리 - 타카하시 신야
남자 대학원 조교수. 27살. 필명은 〈불가사의 대제 다하라〉. 〈제1 회 인생 재시작 투어〉를 주최한 SSD(슈퍼 창세기인걸)의 대표.
야마우치(山内 야마우치[*])
목소리 - 나루미 카즈키
남자 백수. 28살. 필명은 〈핑크 고데스〉. 얼마 전까지 부모를 간호하고 있다.
지옥의 업화(地獄の業火 지고쿠노 고카[*])
목소리 - 호리에 슌
남자 프리터족. 18살.
냥터(ニャンタ 냔타[*])
목소리 - 이나가와 에리
총기를 좋아하는 여고생. 15살. 필명은 〈냥터리스〉.
소이라떼(ソイラテ 소이라테[*])
목소리 - 린
여성 간호사. 29살.
열대야(熱帯夜 넷타이야[*])
목소리 - 나카무라 사쿠라
여대생. 19살. 스토커를 피하려고 참가.
만베(まんべ 만베[*])
목소리 - 마지마 쥰지
남성 직장인. 28살. 필명은 〈오쟈만베〉. 피땅을 사랑하지만 불륜 관계이다.
피땅(ぴーたん 피탄[*])
목소리 - 린
여대생. 21살. 만베를 사랑한다.
빙결의 저지네스(氷結のジャッジネス 효케쓰노 잣지네스[*])
목소리 - 아베 아츠시
안대를 한 중이병 남고생. 15살.
토리야스(鳥安 도리야스[*])
목소리 - 신가키 타루스케
남성 고용 점장. 25살. FX로 빚을 지고 있다.
도자에몽(ドザえもん 도자에몬[*])
목소리 - 신가키 타루스케
살찐 니트 남성. 27살.
왕코(わんこ 완코[*])
목소리 - 아마사키 코헤이
어릴 적부터 병원을 들락날락하는 병약한 소년. 18살. 필명은 〈왕코로모치〉.
토시보이(トシボーイ 도시보이[*])
목소리 - 타카하시 신야
리얼충이 되고 싶어하는 남고생. 16살.
유우나(ユウナ 유나[*])
목소리 - 유아사 카에데
사무직 여성. 22살. 회사에서 성희롱, 폭언으로 고통받는 예비 시위꾼.
유우네(ユウネ 유네[*])
목소리 - 타다 코노미
여고생. 18살. 필명은 〈유우나〉였지만 이름이 중복이었기 때문에 다하라가 바꾸어 주었다.
유우노(ユウノ 유노[*])
목소리 - 센본기 사야카
알바족 여성. 19살. 필명은 〈유우나〉였지만 이름이 중복이었기 때문에 다하라가 바꾸어 주었다.
나아나(なぁな 나나[*])
목소리 - 나카야 사야카
여성 견습 싱어송라이터. 25살.
욧쯩(よっつん 욧쓴[*])
목소리 - 마지마 쥰지
래퍼 소년. 17살. 선글라스를 쓰고 있다.
부우코(ブゥ子 부코[*])
목소리 - 스기우라 시오리
여고생. 16살.
운전수(運転手 운텐슈[*])
목소리 - 미카미 사토시
남녀 30명을 태운 버스의 운전수. 48살. 미스터리 투어라고 듣고 일을 맡았다.
레이지(レイジ 레이지[*])
목소리 - 오사카 료타
마사키의 나나키. 마사키와 늘 함께 있었고, 언제나 마사키가 가장 원하는 대답을 하며 그녀의 마음의 버팀목이 되었었다. 나중에 미츠무네에게 마사키를 도와달라고 맡긴다.
미사토(美里 미사토[*])
목소리 - 스기우라 시오리
운전수가 목격한 죽었을 터인 그의 딸. 당초, 운전수는 죽은 딸의 망령이라고 생각하고 있었으나, 실제로는 그의 마음으로부터 태어난 나나키였다. 자신이 나나키라는 것을 자각하고 있으며, 자신의 '가짜 미사토'라 칭한다.
카미야마 하루오미(神山晴臣 가미야마 하루오미[*])
목소리 - 토비타 노부오
심리학자. 코하룽의 아버지. 나나키무라를 연구하던 학자였으나, 그의 동료에게 배신당한 뒤, 나나키무라를 찾았다. 그러나, 트라우마에 직면하지 않은 채 나나키(자신)를 잃어버렸기 때문에, 실제 나이는 50세 초반이지만 백발과 주름진 노인의 모습을 하고 있다. 나나키무라 마을 주변에서 생활하고 있던 것은, 마을로 다른 사람이 잘못들지 않게 하기 위해서였다.

## 용어
나나키무라 (納鳴村)
도시전설로 여겨지는, 지도에도 실려 있지 않은 수수께끼의 마을. 약간 남은 문헌 등의 정보에서는, 갑자기 마을 사람들이 존재하지 않게 된 폐촌이 되었다고 기록되고 있으며, 주변 지역에는 "나나키무라의 동요"가 알려져 있다. 나중에 30명의 투어객이 마을을 찾게 된다. 다하라의 이야기에 따르면, 본래 원주민이 있었던 것 같지만, 사람은 발견하지 못하고, 가옥의 조사에서는 적어도 1년 이상은 아무도 존재하지 않는다고 추측되고 있다. 반면, 논밭에서 자란 채소는 거의 매일 정비된 상태로, 어쩐지 지하 감옥이 존재하는 등 수수께끼가 많다. 마을 주변에서는 곰 같은 짐승의 흔적이 목격되고, 하산한 멤버가 지도 상에는 실리지 않은 선로를 발견했다. 마을 자체는 상당히 넓은 터널을 사이에 둔 건너 편에도 주택과 공장 등이 나란히 서지만, 역시 사람의 모습은 일절 없다. 마을에 들어가려면 심야 1시부터 2시 사이에 안개의 농도가 수평 시정 100m 이하라는 조건을 갖출 필요가 있으며, 또 심적외상이 부족한 인간은 진입할 수 없다.
나나키 (ナナキ)
나나키무라에 나타나는 괴물. 그 모습과 내는 소리는 사람의 트라우마를 불러일으킬 만한 것으로 나타난다. 카미야마에 따르면, 그 정체는 자신의 마음의 일부가 육체에서 빠져나가기 시작한 것. 트라우마에 직면하고 받아들임으로써 나나키는 스스로의 육체로 돌아가지만, 나나키를 자신의 육체에 되찾지 못하면, 점점 무기력해지며 이윽고 사람으로 존재할 수 없게 된다. 카미야마는 나나키를 육체에 되찾지 못한 채 나나키무라를 떠나는 바람에 육체가 급격히 노화하고 있다. 또한 기본적으로 나나키는 "본인의 트라우마"가 반영되는 것으로, 겉모습은 천차만별(나나키의 영향을 받지 않은 남에게는 본인이 교란하는 모습이 보이지 않는다)이지만, 그 중엔 전원이 일치하고 인식하는 "레이지, 미사토 같은 인간형이며 말을 하는 나나키"도 존재한다. 그런 타입의 나나키는 투어 참가자를 해치기는커녕 오히려 협력적인 태도를 취한다.

## 스태프
- 원작 - 디오미디어, 포니캐년
- 감독 겸 음향감독 - 미즈시마 츠토무
- 시리즈 구성 - 오카다 마리
- 캐릭터 디자인 - 이데 나오미
- 나나키 디자인 - 츠쿠시 아키히토
- 총작화 감독 - 이시카와 마사카즈, 마츠모토 마유코, 혼다 요시노, 이데 나오미
- 미술 - 시부타니 유키히로
- 색채 설계 - 하야시 유키
- 촬영 감독 - 이토 야스유키
- 편집 - 코지마 토시히코
- 음악 - 요코야마 마사루
- 음악 제작 - 포니캐년
- 음악 프로듀서 - 미와 야스시
- 이그젝티브 프로듀서 - 사사키 타카히로, 나카무라 신이치, 호리키리 신지, 마루야마 히로오, 사와베 노부마사, 카타기리 다이스케
- 프로듀서 - 이시구로 타츠야, 미야이 리에, 야츠즈카 노리마사, 마에다 토시히로, 후쿠다 쥰, 오카모토 쥰야, 엔도 유타카
- 애니메이션 프로듀서 - 코지마 히로아키
- 애니메이션 제작 - 디오미디어
- 제작 - 프로젝트 마요이가(포니캐년, 디오미디어, 아즈메이커, MBS, 클록워크스, 쇼가쿠칸, 스튜디오 마우스, WOWOW)

## 주제가
오프닝 테마 〈환상 드라이브〉(幻想ドライブ 겐소 도라이부[*])
작사 - 도쿄 카쿠렌보 / 작곡 - 카네히로 신고 / 편곡 - 에바 / 노래 - 와지마 아미
엔딩 테마 〈결로〉(結露 게쓰로[*])
노래 겸 작사 겸 작곡 - 카타히라 리나 / 편곡 - 이시자키 히카루

## 각 화 목록
| 화 수  | 원어 부제                 | 번역 부제                       | 각본                       | 그림 콘티                                              | 연출                                    | 작화 감독 |
| ------ | ------------------------- | ------------------------------- | -------------------------- | ------------------------------------------------------ | --------------------------------------- | --- |
| 제1화  | 鉄橋を叩いて渡            | 철교를 두드려 보고 건너라       | 오카다 마리 (岡田麿里)     | 미즈시마 츠토무(水島努)                                | 미즈시마 츠토무(水島努)                 | 마츠모토 마유코(松本麻友子) 혼다 요시노(本多美乃) |
| 제2화  | 一寸先は霧                | 한 치 앞은 안개                 | 오카다 마리 (岡田麿里)     | 와타나베 오다히로 (渡部隠寛)                           | 와타나베 오다히로 (渡部隠寛)            | 키타무라 토모유키(北村友幸) 이모토 유키(井本由紀) 오가와 아카네(小川茜) 토쿠나가 사야카(徳永さやか) 카토 히로마사(加藤弘将)                                                                                          |
| 제3화  | 傍若無人                  | 방약무인                        | 오카다 마리 (岡田麿里)     | 후데사카 아키노리 筆坂明規                             | 후데사카 아키노리 筆坂明規              | 오오타 켄지(大田謙治) 요코마츠 유우마(横松雄馬) |
| 제4화  | よっつんの川流れ          | 욧층의 떠내려감                 | 코야나기 케이고 (小柳啓伍) | 오카모토 마나부 (岡本学)                               | 히로타 코스케 (尋田耕輔) (徐恵眞)       | 유민지 카토 히로마사 타요리 마사후미(田寄雅郁) 키타무라 토모유키 아오키 리에(青木里枝) 토쿠나가 사야카 |
| 제5화  | ユウナ3人いると紛らわしい | 유우나가 3명 있으면 정신 없다   | 오오니시 신스케 (大西信介) | 미야자키 나기사 (宮崎なぎさ)                           | 혼다 요시노                             | 오가와 아카네 이모토 유키 우에노 타쿠시(上野卓志) 사쿠라이 마사아키(桜井正明) 호오리 유카(祝部由香) |
| 제6화  | 坊主の不道徳              | 중의 부도덕                     | 오오니시 신스케 (大西信介) | 히이로 유키나 (ひいろゆきな)                           | 히이로 유키나 (ひいろゆきな)            | 유민지 키타무라 토모유키 타요리 마사후미 카이도 히로유키(海堂ひろゆき) 토쿠나가 사야카 심민섭 |
| 제7화  | 鬼のいぬ間に悪だくみ      | 귀신이 없는 사이에 나쁜 술수    | 오카다 마리                | 미즈시마 츠토무 와타나베 오다히로 쿠지 고로 (久慈悟郎) | 쿠지 고로 히로타 코스케                 | 코스게 카즈히사(小菅和久) 오가와 아카네 카토 히로마사 우에노 타쿠시 이모토 유키 카네기 미호(金城美保) 키타무라 토모유키 유민지 이덕호                                                                                |
| 제8화  | 納鳴訪ねて真咲を疑う      | 나나키에 와서 마사키를 의심하다 | 코야나기 케이고            | 토모오카 신페이(友岡新平)                              | 토모오카 신페이(友岡新平)               | 카토 히로마사 유민지 호오리 유카 타요리 마사후미 코스게 카즈히사 오가와 아카네 |
| 제9화  | 月下氷結                  | 월하빙결                        | 오오니시 신스케            | 미야자키 나기사                                        | 오오하시 카즈테루 (大橋一輝)            | 토쿠나가 사야카 후쿠시마 히데키(福島秀機) 코스게 카즈히사 모치즈키 슌페이(望月俊平) 카토 히로마사 아오키 리에 이모토 유키 타요리 마사후미 카네기 미호 토리야마 후유미(鳥山冬実) 신민섭(申珉燮) 서정덕(徐正德) 신형식 |
| 제10화 | 苦しい時の神様頼み        | 힘들 때의 기도                  | 오카다 마리                | 후데사카 아키노리                                      | 후데사카 아키노리                       | 오가와 아카네 카토 히로마사 키타무라 토모유키 코스게 카즈히사 타요리 마사후미 하부 료스케(土生良介) 홍범석(洪範錫) J-cube                                                                                            |
| 제11화 | バスに乗れば唄心          | 버스를 타면 노래 부를 기분      | 오카다 마리                | 히이로 유키나                                          | 히이로 유키나                           | 카토 히로마사 카이도 히로유키 홍범석 코스게 카즈히사 타요미 마사후미 토쿠나가 사야카 후쿠시마 히데키 키타무라 토모유키 유민지 신민섭                                                                                 |
| 제12화 | ナナキは心の鏡            | 나나키는 마음의 거울            | 오카다 마리                | 미즈시마 츠토무                                        | 히로타 코스케 쿠지 고로 미즈시마 츠토무 | 오가와 아카네 카토 히로마사 코스게 카즈히사 토쿠나가 사야카 타요리 마사후미 키타무라 토모유키 호오리 유카 홍범석 아오키 리에 후데사카 아키노리                                                                       |

## BD / DVD
| 권 | 발매일               | 수록화          | 규격품번   | 규격품번   |
| 권 | 발매일               | 수록화          | BD 초회판  | DVD 통상판 |
| -- | -------------------- | --------------- | ---------- | ---------- |
| 1  | 2016년 7월 6일       | 제1화 - 제2화   | PCXG-50551 | PCBG-52961 |
| 2  | 2016년 8월 3일       | 제3화 - 제4화   | PCXG-50552 | PCBG-52962 |
| 3  | 2016년 9월 7일       | 제5화 - 제6화   | PCXG-50553 | PCBG-52963 |
| 4  | 2016년 10월 5일      | 제7화 - 제8화   | PCXG-50554 | PCBG-52964 |
| 5  | 2016년 11월 2일      | 제9화 - 제10화  | PCXG-50555 | PCBG-52965 |
| 6  | 2016년 12월 7일 예정 | 제11화 - 제12화 | PCXG-50556 | PCBG-52966 |

## 웹 라디오
《나나키무라 마을사무소 홍보과》(納鳴村 村役場広報課 나나키무라 무라야쿠바 고호카[*])라는 타이틀로 2016년 4월 7일부터 온센에서 방송 중이다. 매주 목요일 갱신. 퍼스널리티는 매주 메인 캐스트 31명이 랜덤으로 담당한다.